# Croatina
Croatina ist eine rote Rebsorte, die im Piemont und der Lombardei verbreitet ist.  Ende der 1980er Jahre standen noch etwa 4500 Hektar im Ertrag. Bekannt ist sie schon seit dem 9. Jahrhundert.
Sie ist in folgenden DOC-Regionen Italiens mit insgesamt 6 Klonen im Anbau: Bramaterra, Cisterna d’Asti, Colline Novaresi, Coste della Sesia, Oltrepò Pavese, San Colombano al Lambro, Colli di Parma, Colli di Scandiano e di Canossa und Colli Piacentini.
Sie ist in Austrieb und Reife spät (fast 30 Tage nach dem Gutedel) und erbringt einen reichlichen aber wenig konstanten Ertrag. Sie wird häufig mit der Rebsorte Nebbiolo verschnitten, kann aber auch sortenreinen Wein liefern. Croatina ist eine Varietät der Edlen Weinrebe (Vitis vinifera). Sie besitzt zwittrige Blüten und ist somit selbstfruchtend. Beim Weinbau wird der ökonomische Nachteil vermieden, keinen Ertrag liefernde, männliche Pflanzen anbauen zu müssen.
Siehe auch den Artikel Weinbau in Italien sowie die Liste von Rebsorten.

## Synonyme
Die Rebsorte Croatina ist auch unter 29 weiteren Namen bekannt: Bonarda, Bonarda di Gattinara, Bonarda di Rovescala, Bonarda Grossa, Bonarda Pignola, Croata, Croatina Cumune, Croatino, Croato, Croattina, Crovalino, Crovattina, Crovattino, Crovattone, Crovettina, Crovettino, Hrvatica, Karbonera, Kroatina, Nebbiolo di Gattinara, Neretto, Rat, Spanna di Ghemme, Spanna Nebbiolo, Uga del Zio, Uva del Zio, Uva della Zia, Uva Vermiglia, Uvalino Nero.